# بهاء طرابلسي
بهاء طرابلسي هي صحفية وروائية مغربية ولدت بمدينة الرباط سنة 1966.
تابعت دراساتها العليا في فرنسا، حيث حصلت على دكتوراه في الاقتصاد من جامعة آكس أون بروفانس. وعند عودتها إلى المغرب، امتهنت الصحافة، إذ عملت كرئيسة تحرير لمجلة «مذكر». كما أنها عضوة نشيطة بالمجتمع المدني، ناضلت بالعديد من الجمعيات من بينها الجمعية المغربية لمحاربة السيدا. وقد صدرت لها أربع روايات هي: امرأة عادية (بالفرنسية: Une femme tout simplement)‏ (1995)، حياة ثلاثية (بالفرنسية: Une vie à trois)‏ (2000)، سليم (بالفرنسية: Slim)‏ (2004) وحدثوني عن الحب (بالفرنسية: Parlez-moi d'amour !)‏ (2014). حيث حصلت بفضل هذه الأخيرة، خلال نفس السنة، على جائزة العاج للأدب الإفريقي المكتوب باللغة الفرنسية «إيفوار».

## وصلات خارجية
- السيرة الذاتية لبهاء طرابلسي.
- (بالفرنسية) حوار مع بهاء طرابلسي
- (بالفرنسية) إصدارات بهاء طرابلسي